# クララ・ノヴェロ

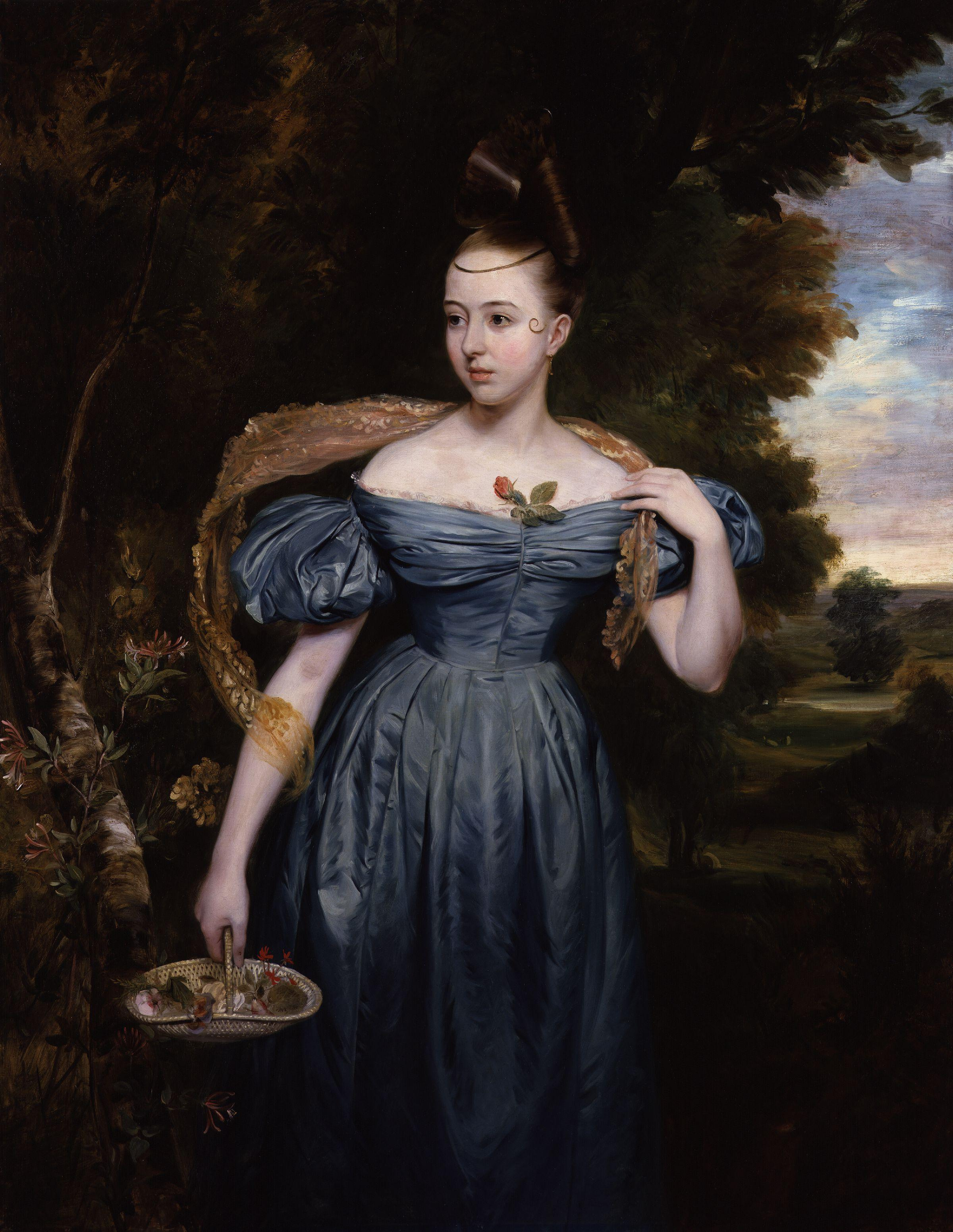
クララ・ノヴェロ 1833年

クララ・ノヴェロ（Clara Anastasia Novello, 1818年6月10日 - 1908年3月12日）は、イギリスのソプラノ歌手。

## 生涯
クララは音楽家、音楽出版者のヴィンセント・ノヴェロとその妻マリー・サビラ・ヘール（Mary Sabilla Hehl）の間の四女として生まれた。彼女の声と聴音の才能に初めて気付いたのは、父の教え子で音楽学者のエドワード・ホームズであり、ホームズは彼女が5歳になる前から指導を請け負った。クララが11歳になると、両親はパリに赴いて王立音楽・宗教研究所（Institution Royale de Musique et Religieuse）に彼女を入学させた。しかし、1830年に7月革命が勃発し、そこでは1年しか学ぶことが出来なかった。帰郷した彼女は、父の音楽活動に参加できるようになっていた。
1833年、クララはウスターのスリー・クワイア・フェスティバルに出演し、1834年にはロンドンのウェストミンスター寺院の王立音楽祭でも歌声を披露した。1837年には、バーミンガムの新しい市民ホールの完成を祝い、メンデルスゾーンのオラトリオ「聖パウロ」を歌っている。その後、メンデルスゾーンが彼女のためにライプツィヒのゲヴァントハウスでの演奏会を手配している。1839年にはオペラの舞台を学ぶためイタリアのミラノを訪れており、1841年にパドヴァでロッシーニのオペラ「セミラーミデ」の主役を演じてデビューを飾った。
1841年のイタリア、フェルモでの契約期間中、クララは若い貴族のジョヴァンニ・バプティスタ・ジグリウッチ伯爵（Giovanni Baptista Gigliucci）に出会い、1843年に彼と結婚した。彼女は結婚から6年間は夫と子どもに献身的に尽くし、イタリアの独立のため運動する夫に協力した。1849年、運動が失敗に終わったことにより、彼らはフェルモから追放されてしまう。ローマで契約の申し出を受けてから、彼女が一家のために再びプロの歌手として復帰することを2人は決定した。1851年にイングランドに戻った彼女は、様々な場面で歌うようになった。
クララの夫はサヴォイア家が進めるイタリア統一運動に加わっていたが、1861年にイタリア王国の統一が果たされると亡命していた一家は帰郷できるようになり、クララの歌手活動も終わりを迎えた。彼女は夫に先立たれてから15年後にこの世を去った。
クララのソプラノの声と濁りない様式は称賛を浴び、彼女は1833年以降オペラ、オラトリオ、演奏会における最も偉大な歌手の1人に位置付けられていた。作家のチャールズ・ラムは、彼女を讃える詩「クララ N.へ To Clara N.」を著している。